# Sarophorus bidentatus
Sarophorus bidentatus là một loài bọ cánh cứng trong họ Bọ hung (Scarabaeidae).